# Fredblad Arkitekter
Fredblad Arkitekter är en svensk arkitektbyrå grundad år 1951 av arkitekten Gösta Fredblad och byggnadsingenjören Eskil Erlandsson. Företaget har sitt huvudkontor i Halmstad och har även kontor i Göteborg och Varberg. Tillsammans med White arkitekter och Tengbom är det ett av Sveriges äldsta arkitektkontor.

## Verksamhet
Företaget bildades 1951 då arkitekten Gösta Fredblad och byggnadsingenjören Erland Erlandsson grundade Fredblad & Erlandsson Arkitektkontor i Halmstad, där de också tog över Yngve Alvås tidigare lokaler. Några år senare blev Gösta Fredblad ensam ägare till verksamheten och anställde i stället Erlandsson i det nya Gösta Fredblad Arkitektkontor. Från slutet av 1950-talet till mitten av 1960-talet drev Gösta Fredblad kontoret tillsammans med den dansk-svenske arkitekten Hugo Höstrup.
Det första större projektet som kontoret tog sig an blev ett flerfamiljshus i Unnaryd 1952. Huset i två våningar med tegel och klassiska snitt blev mycket omtalat i tidningarna under tiden. Skolprojekt fanns tidigt med på kontorets ritbord och en av de första som ritades var Drängsereds skola utanför Torup 1953. 1955 vann kontoret en inbjudningstävling om Vegby skola i Västergötland. Ett av kontorets första stora projekt i Halmstad var Tempelriddarhuset vid Karl XI:s väg i Halmstad. Byggnaden stod klar 1958 och är än idag oförvanskad till sitt yttre. Under mitten av 1950-talet påbörjades även arbetet med Halmstads polishus, ett stort projekt som banade vägen för en ny typ av polishus i resten av Sverige. Funktionalismen hade vid den här tiden nått även Halmstad och bygget blev en modern skapelse i stål, betong, glas och ett curtain wall-system. Byggnaden som invigdes 1963 belönades med arkitekturpriser och visades på arkitekturutställningar runt om i Europa. Framgången med polishuset i Halmstad ledde till ytterligare polishus-projekt i bland annat Norrköping och Borås under 1960-talet. Kontorets nästa stora projekt skulle bli den exklusiva kontorsbyggnaden för AB Malcus Holmquist i Halmstad. Byggnaden kläddes i glas, vertikala aluminiumskärmar och gavlar av norsk skiffer.
År 1968 påbörjades byggnationen av Edsbyverkens nya kontorsbyggnad som även den ritades av Fredblad. Kontoret gavs en öppen planlösning och blev därmed en av de första varianterna på öppna kontorslandskap. Under 1970-talet medverkade kontoret i ett flertal restaureringar av kyrkor i Halland, bland annat Ränneslövs kyrka 1972, Laholms kyrka 1974 och Kvibille kyrka 1975. Kontoret ritade även Söndrums bibliotek som stod klart 1972. Det är placerat på toppen av en kulle, omgiven av planteringar, nivåer och trappningar. Fasaderna kläddes i rött tegel, stora vertikala glaspartier och konstutsmyckningar av Hardy Strid. I slutet av 1980-talet påbörjades kontorets generationsväxling. Leif Jönsson och AnnCharlott Castler tog över kontoret som fick namnet Fredblad Arkitekter. Företaget drivs idag av sex delägare med bas i Halmstad, Göteborg och Varberg.

## Byggnader i urval
- 1955 Vegby Skola
- 1955 Holmedals gravkapell
- 1958 Tempelriddarhuset, Halmstad
- 1961 Terrasshusen i Söndrum, Halmstad
- 1963 Villa Decker på Lidingö, Stockholm
- 1963 Polishuset i Halmstad
- 1964 Hotell Terraza, Ljungby
- 1965 Polishuset i Norrköping
- 1968 Edsbyverkens kontorshus, Edsbyn
- 1972 Församlingshem i Söndrum , Halmstad
- 1973 Söndrums bibliotek, Halmstad
- 1991 Albany Nordiskafilt, Halmstad
- 2000 Kv. Drottning Kristina/ Drottning Kristinapassagen, Halmstad – Vinnare av Halmstads arkitekturpris 2000
- 2005 Högskolan i Halmstad Hus IQ, Halmstad
- 2011 Halmstad Golfarena, Halmstad
- 2011 Hotell Tylösand, Strandhuset, Halmstad
- 2015 Landvetter Kulturhus, Landvetter
- 2017 Mölndals stadsbibliotek & Kv. Hajen, Mölndal
- 2020 Högskolan i Halmstad Hus S, Halmstad
- 2021 Länsförsäkringar Halland, Halmstad – Vinnare av årets fasad 2021
- 2023 Hotell Tylösand, Front House Halmstad
- 2022 Härlandatjärnskolan, Göteborg - Nominerad till årets bästa byggnad i Göteborg 2022